# Acantholimon eschkerense
Acantholimon eschkerense är en triftväxtart som beskrevs av Pierre Edmond Boissier och Heinrich Carl Haussknecht. Acantholimon eschkerense ingår i släktet Acantholimon och familjen triftväxter. Inga underarter finns listade i Catalogue of Life.